# عبد الرحمن الضويحي
عبد الرحمن الضويحي (1934 - 26 يوليو 1996)، ممثل وكاتب وشاعر كويتي، يعتبر من الجيل المؤسس للحركة المسرحية في الكويت.

## عن حياته
في عام 1943 مثل في أول عمل مسرحي له كان بعمر تسع سنوات في المدرسة القبلية حمل اسم «حرب البسوس»
وانضم إلى المسرح الشعبي في 4 سبتمبر 1957 وشارك في مجموعة من الأعمال المسرحية المرتجلة من تأليف وإخراج محمد النشمي. ويعرف بالشعر الشعبي القصير - حيث يسمى بلغة أهل الكويت زهيريات - فأصبحت زهيرياته تعرف باسم ضويحيات عاصر الكثير من الفنانين القدامى مثل خالد النفيسي وعبد الحسين عبد الرضا وسعد الفرج وعقاب الخطيب.

## تمثيل

### مسرحيات
- حرب البسوس
- قرعة وصلبوخ
- قرعة و صلبوخ في باريس
- ضاع الأمل
- شرباكة
- تاليتها
- خبير اسكت
- صقر قريش
- فاتها القطار
- مضحك الخليفة
- آدم و حواء
- أربعة واحد
- صورة
- زوجة من سوق المناخ

### مسلسلات
- الأقدار
- الرحلة والرحيل
- الحظ و الملايين

## إخراج وتأليف مسرحيات

### إخراج
- يمهل و لا يهمل
- كاوبوي في الدبدبه
- إبراهيم الثالث
- محكمة الفنانين
- صخنا الماي و طار الديج
- ورطة خريج
- عمارة 20

### تأليف
- الجنون فنون

### تأليف وإخراج
- سكانه مرته
- غلط يا ناس
- اصبر و تشوف
- كازينو أم عنبر
- انتخبوني
- رزنامة